# Eaton
Eaton (Eaton Corporation plc, «Итон») — американская машиностроительная корпорация, производитель электротехнического и гидравлического оборудования, автокомплектующих, компонентов для авиационной промышленности.
Основана в 1911 году, в первый период производила комплектующие для грузовых автомобилей. Начиная с 1920-х годов и в течение всех последующих периодов развивалась в основном за счёт поглощений; с 1970-х годов ориентировалась на отраслевую диверсификацию, на фоне спада автомобильной промышленности США снижая зависимость от спроса на автокомплектующие и приобретая производителей электротехники и электроники (доля в объёме продаж электротехнической продукции в 2018 году составила более 63 %, а автокомплектующих — около 16 %), а с 1980-х годов — на расширение регионального присутствия, уходя от концентрации на рынке США (с 80 % в объёме продаж в 1980 году до 55 % в 2018 году). Крупнейшие поглощения — Cooper Industries (2012, $11,8 млрд), Moeller (2008, $2,23 млрд), Aeroqip-Vickers (1999, $1,7 млрд); сохранена заметная часть торговых марок продукции купленных компаний (в том числе Powerwave, Cutler-Hammer, Fuller). Основные конкуренты по состоянию на 2010-е годы — Siemens, ABB, Schneider Electric, Bosch Rexroth.
Основатель — Джозеф Итон. Операции разделены между двумя секторами — электротехническим и промышленным (в последний входят производства комплектующих и гидравлического оборудования). Формальная штаб-квартира расположена в ирландском Дублине, основные управляющие структуры — в пригороде Кливленда.
В списке крупнейших публичных компаний мира Forbes Global 2000 за 2022 год Eaton заняла 398-е место.

## История
Основана в Блумфилде (штат Нью-Джерси, пригород Ньюарка) Джозефом Итоном (англ. Joseph Oriel Eaton II; 1873—1949) как мастерская по производству мостов повышенной прочности для грузовых автомобилей. Сооснователи бизнеса — родственник Итона Хеннинг Таубе и Вигго Торбенсен, запатентовавший оригинальную конструкцию моста в 1902 году, и чьим именем компания изначально названа — Torbensen Gear & Axle. В первый год мастерская выпустила всего 7 мостов.
В 1914 году компания переехала в Кливленд — ближе к основным автозаводам Среднего Запада. К 1917 году фирма вышла на уровень производства 33 тыс. мостов в год, и в том же году была продана крупнейшему своему клиенту — производителю грузовых машин Republic Motor Truck.
В 1922 году Итон выкупил мостовое подразделение у находящейся в предбанкротном состоянии Republic, переименовав его в Eaton Axle and Spring. В первые же годы после этого компания сориентировалась на поглощения небольших кливлендских производителей автокомплектующих, и таким образом в течение нескольких лет стала производителем бамперов, рессор, тарельчатых клапанов, а также ряда компонентов для авиационной промышленности. Та же стратегия продолжена и в годы Великой депрессии, когда приобретались находившихся на грани банкротства производители комплектующих и запчастей, уже не только в Кливленде, но и за его пределами. В конце 1932 года компания переименована в Eaton Manufacturing. В 1937 году открыто первое предприятие за пределами США — завод автозапчастей в Канаде. С «Новым курсом» компания дополнительных импульсов не получила, но сохранила небольшой стабильный рост. В годы Второй мировой войны значительная часть продукции переориентирована на комплектующие для машин военного назначения.

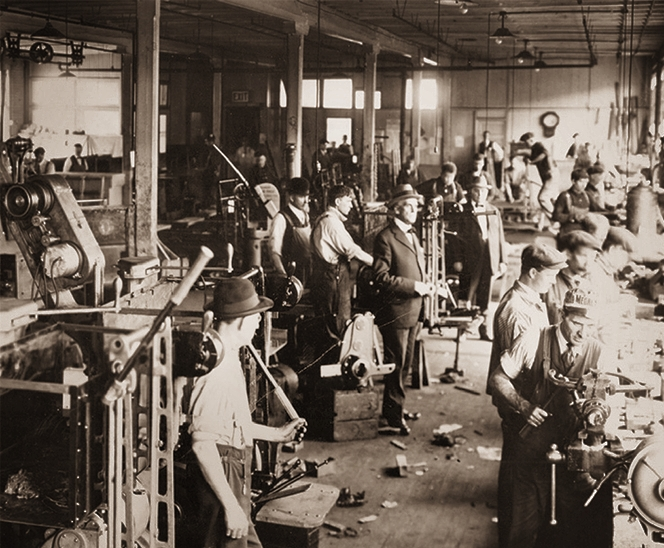
Джозеф Итон (в костюме и шляпе) в производственном цехе (1920)

В 1946 году компания приобрела крупного американского производителя автокомплектующих Dynamics, а в 1947 году открыла совместное предприятие с британскими авиамоторостроителями Rubery Owen и E.N.V., получив прямой доступ к европейским рынкам. В 1958 году компанию возглавил Джон Вирден, нацеливший организацию на ещё большую автономию подразделений и продолживший стратегию поглощений новыми темпами. В том же году куплен крупный производитель коробок передач Fuller. В 1961 году компания приобрела итальянского дилера автозапчастей Livia, с 1953 года имевшего договор на эксклюзивную поставку продукции Eaton, и снабжавшего клапанами Eaton все грузовые автомобили Fiat и Simca. В 1963 году компания стала производителем автомобильного электооборудования благодаря поглощению компании Dole Valve.
В том же году приобретена известная американская компания Yale & Towne, основанная в середине XIX века изобретателем цилиндровых замков с горизонтальным ригелем, и доминировавшая на рынке автомобильных ключевых механизмов. В 1966 году название компании сменено на Eaton, Yale, & Towne. В середине 1960-х годов основные подразделения по производству автокомплектующих терпели убытки из-за сокращения заказов от основного клиента — General Motors, снижавшего объёмы производства под давлением европейских и японских производителей, и сохранить стабильность помогли хорошие результаты подразделения Yale & Towne тех лет. К 1969 году Вирден вышел на пенсию, и председателем правления избран Маднель де Виндт, президентом в этот момент был бывший президент Fuller Эллиот Людвигсен, а вице-президентом — бывший президент Yale & Towne Гордон Паттерсон.
В 1971 году компания получила современное наименование — Eaton Corporation. В 1970-е годы в связи с продолжающейся рецессией американского автомобилестроения все три основных производителя автомобильных комплектующих на американский рынок — Eaton, Bendix и Rockwell — испытали спад и приняли программы диверсификации; в отличие от Bendix, активизировавшейся за счёт поглощений локальных производителей запчастей и Rockwell, переключившейся на электронику, авионику и промышленную автоматизацию, Eaton сконцентрировалась на более стабильном рынке комплектующих для грузовых машин и расширении международного присутствия. В середине 1970-х годов на программу диверсификации выделено $470 млн, в результате в 1977 году поглощены производитель гидравлических двигателей Samuel Moore, разработчик роботизированного складского оборудования Kenway, и разработчик электронных систем управления Cutler-Hammer. В 1978 году подразделение по производству замков Yale & Towne продано компании Thomas Telling, вырученные средства направлены на создание направлений по производству лесопромышленного и подъёмного оборудования, которые оказались нерентабельными, и в целом финансовые результаты к концу 1970-х годов в связи с большими капитальными затратами и низкой прибыльностью бизнеса стали неудовлетворительными. К 1979 году компания пришла с численностью персонала в 69 тыс. человек, 79 % выручки генерировалось за счёт продажи автокомплектующих.

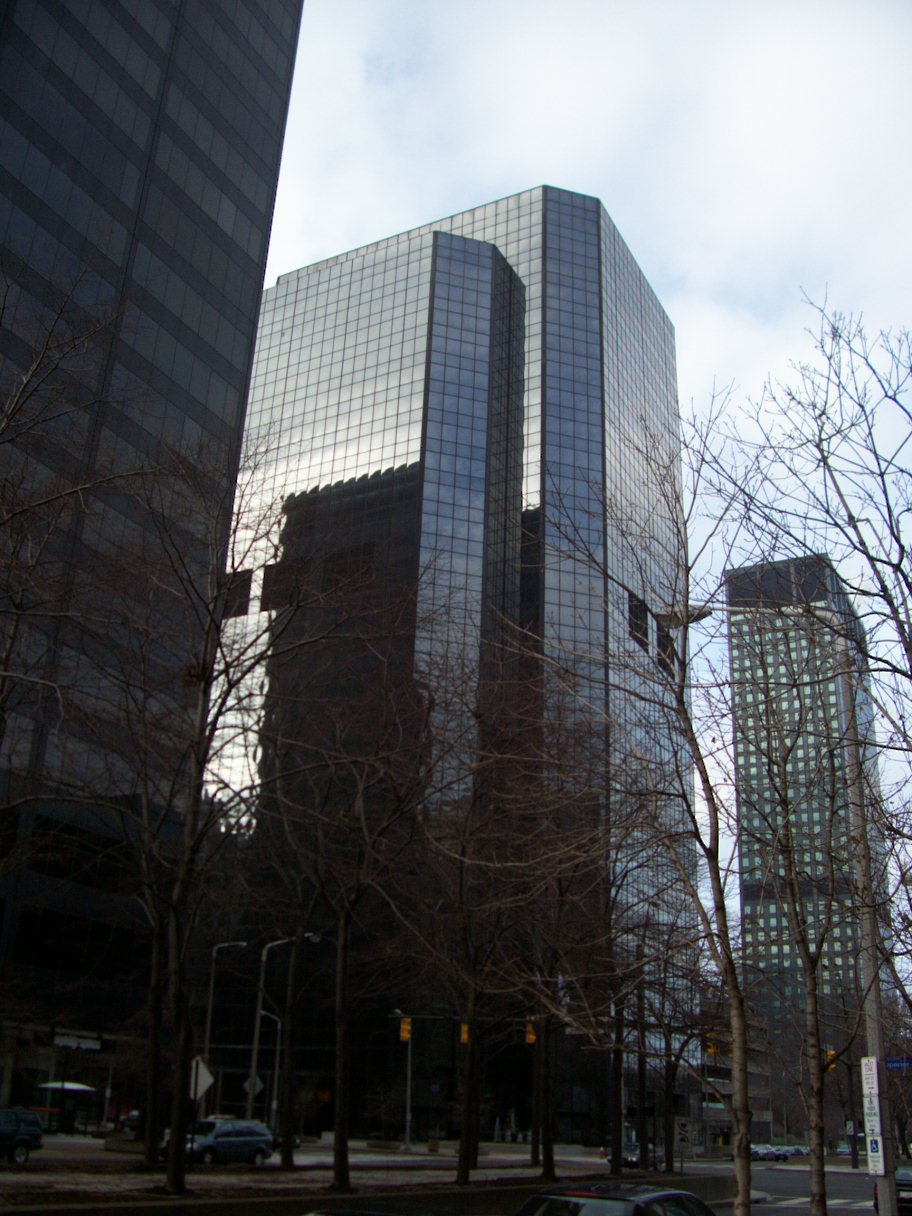
Здание в Кливленде, в котором располагалась штаб-квартира корпорации в период с 1983 года по 2013 год

В начале 1980-х корпорация провела реструктуризацию, ликвидировав неприбыльные подразделения, а бизнес по производству лесопромышленного и подъёмного оборудования продан в 1982 году за $200 млн. Тем не менее, в 1982 году компания закончила с убытками около $190 млн при обороте $ 2,4 млрд, по итогам де Виндт объявил о курсе на отраслевую диверсификацию и переориентации на растущие рынки высоких технологий. В результате в 1984 году закрыто 12 заводов-производителей автокомплектующих, общая численность персонала снижена до 41 тыс. человек, доля продажи продукции для автомобилестроительной отрасли в выручке корпорации упала до 46 % — за счёт роста производства электроники. Однако, в середине 1980-х наилучшую прибыльность показали именно американские подразделения по производству автокомплектующих в связи с ростом заказов со стороны International Harvester, Ford, General Motors и Paccar; в 1985 году компания показала прибыль около $230 млн при общей выручке $3,7 млрд, рост выручки в сравнении с предыдущим периодом — 13,4 %.

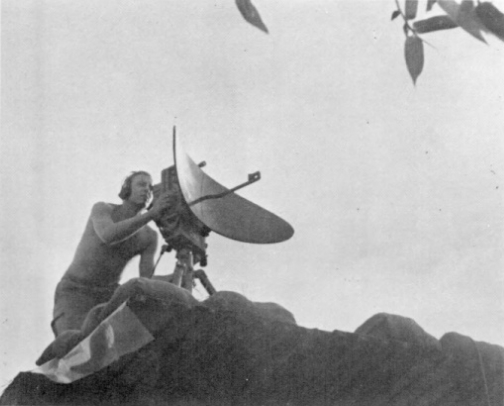
Антирадар Eaton (Cutler-Hammer)

В 1986 году вместо вышедшего на пенсию де Виндта компанию возглавил Джим Стовер. В том же году корпорация выделила $1 млрд на поглощения, в результате чего в неё вошли, среди прочих, производитель точных инструментов Consolidated Controls, производитель клапанов и переключателей Singer Controls, разработчик оборонных электронных систем Pacific-Sierra Research. В 1989 году компанию возглавил Александр Катлер (англ. Alexander M. Cutler; род. 1951) — племянник совладельца Cuttler-Hammer и пришедший в компанию с её поглощением. Со второй половины 1980-х годов значительные затруднения испытывало подразделение AIL, созданное на базе бизнеса Cutler-Hammer: ВВС США прекратили закупку антирадаров для бомбардировщика B-1B и выставили счёт на $9,5 млн по результатам перерасчётов, подразделение было с 1986 года выставлено на продажу, но в связи с тем, что покупателя не нашлось, было ликвидировано в 1993 году.
В 1991 году генеральным директором корпорации назначен Уильям Батлер. 1992 год компания закончила с убытками, в 1993 году вновь показала прибыль и рост выручки в 30 %; доля бизнеса по продаже автокомплектующих в обороте вновь выросла и составила около 50 %. В 1993 году в корпорации принята очередная программа диверсификации и снижения зависимости от производства автокомплектующих, основным шагом в реализации которой стало поглощение в 1994 году за $1,1 млрд кливлендского подразделения Westinghouse Electric, выпускавшего контрольно-распределительное силовое электроэнергетическое оборудование, что уже в первый год прибавило к выручке $1 млрд.
В 1995 году Батлер ушёл на пенсию, и пост генерального директора и председателя правления занял Стивен Хардис, до этого 9 лет бывший финансовым директором, а Катлер стал операционным директором. В 1996 году, следуя стратегии расширения присутствия на развивающихся рынках, за $135 млн приобретён бразильский производитель механических коробок передач для автомобилей средней грузоподъёмности CAPCO; в том же году за без малого $300 млн поглощён разработчик оборудования для полупроводниковой промышленности Fusion Systems. В то же время, подразделения, считавшиеся в рамках новой стратегии непрофильными, закрывались или продавались, так, в 1997 году британской Siebe за $310 млн продан бизнес по производству систем управления, а годом позже остатки активов подразделения AIL проданы бывшим её сотрудникам. В 1998 году состоялся обмен активами с корпорацией Dana: оценённые в $287 млн подразделения по производству тормозных систем и рессор для грузовиков переданы в Dana, и одновременно к Eaton перешли заводы по производству сцеплений с оценкой бизнеса в $180 млн, сочтённые более комплиментарными занимающему заметную долю в обороте производству коробок передач.
В 1999 году за $1,7 млрд приобретена компания Aeroqip-Vickers — бывшее гидравлическое подразделение Libbey-Owens-Ford, выручка которого составила за предыдущий перед поглощением год $2,15 млрд; тем самым корпорация вышла сразу на второе место на рынке гидравлического машиностроения (уступая лишь Parker Hannifin). Это поглощение породило очередную волну реформирования бизнеса: для покрытия крупной сделки проданы многие подразделения, сочтённые избыточными в связи со включением Aeroqip-Vickers в состав корпорации, в том числе производства крепёжного инструмента, систем охлаждения двигателей легковых и грузовых автомобилей, компактных гидроцилиндров, а свежеприобретённое электронное подразделение Vickers продано Siemens. По итогам реструктуризации в корпорации выделены пять сегментов: комплектующие для легковых автомобилей, автокомплектующие для грузовых машин, гидравлика, системы промышленной и коммерческой автоматизации, полупроводниковое машиностроение. 1999 год корпорация закончила с выручкой $8,4 млрд и прибылью $617 млн.
В 2000 году Хардис ушёл в отставку, и Катлер занял все ключевые посты в корпорации, став председателем правления, президентом и генеральным директором. В том же году в условиях высокого уровня задолженности ($3 млрд на начало 2000 года) решено продать направление полупроводникового машиностроения, основной продукцией которого были системы ионной имплантации, унаследованные от Fusion Systems. Для осуществления операции была сформирована компания Axcelis, проведено первичное размещение 18 % её акций, после чего оставшихся 82 % распределены между акционерами Eaton. В 2001—2002 годы проданы подразделения автомобильных электронных переключателей и энергораспределительных систем для морских судов за $300 млн и $92,2 млн соответственно, параллельно у Sumitomo Heavy Industries приобретена доля в 50 % в двух гидравлических предприятиях и электротехническое подразделение у Delta за $215 млн. В итоге к 2003 году долговая нагрузка снижена до $2 млрд при выручке более $8 млрд и чистой прибыли $386 млн.
В июне 2004 года корпорация приобрела у Invensys за $560 млн подразделение Powerware, производителя источников бесперебойного питания с более 10 заводами с офисами продаж в более, чем 100 странах, показавшего выручку $775 млн за 2004 год. В том же году гидравлическое направление усилено поглощением немецкого производства фитингов Walterscheid Rohrverbindungstechnik за $48 млн.
Во второй половине 2000-х годов корпорация сосредоточилась на расширении электротехнического бизнеса по системам бесперебойного питания для вычислительной техники, приобретя тайваньского сборщика источников бесперебойного питания Phoenixtec Power за $568 млн, подразделение по производству бесперебойников для малого бизнеса у Schneider Electric за $570 млн (торговая марка MGE, годовой оборот $218 млн), британского разработчика бесперебойных систем для центров обработки данных Aphel Technologies, калифорнийскую фирму-производителя крупных систем бесперебойного питания Pulizzi; самым крупным приобретением в электротехническом направлении стало поглощение немецкого производителя систем бесперебойного питания и средств автоматизации Moeller с оборотом в €1 млрд — сделка была завершена в 2008 году и сумма её составила $2,23 млрд. Таким образом, к концу 2000-х годов корпорация вошла в пятёрку ключевых производителей источников бесперебойного питания (наряду с ABB, Ametek, Emerson и Schneider), при этом столкнулась со сложностями из-за большого количества пересечений в унаследованных продуктовых линейках.
В 2012 году корпорация за $11,8 млрд приобрела электротехническую компанию Cooper Industries, в то же время из соображений налоговой оптимизации принято решение сменить юрисдикцию и перенести формальную штаб-квартиру в Ирландию (что незадолго до поглощения сделала американская Cooper), все руководящие посты в корпорации сохранил Александр Катлер. Основной корпоративно-управленческий штат при этом оставлен в США, в 2013 году из штаб-квартиры в Кливленде он переведён в пригород Кливленда Бичвуд, где специально для фирмы построено здание площадью офисных помещений около 54 тыс. м², названное Eaton Center. В 2016 году 65-летний Катлер вышел на пенсию, и на посты председателя правления и генерального директора назначен Крейг Арнольд.

## Собственники и руководство
Акции компании котируются на Нью-Йоркской фондовой бирже под тикером ETN. Держателями значительных пакетов акций являются американские инвестиционные компании и банки, в частности The Vanguard Group (8,42 %), JPMorgan Investment Management (4,56 %), State Street Global Advisors (3,93 %), Massachusetts Financial Services (3,45 %).
По состоянию на 2018 год посты генерального директора и председателя правления совмещает Крейг Арнольд (Craig Arnold), вице-председатель и финансовый директор — Ричард Фэрон (Richard Fearon), они же входят в состав совета директоров, состоящий ещё из 10 независимых членов. Операционные директора направлений — Хит Монсмит (Heath Monesmith, электротехнический сектор) и Пауло Руис (Paulo Ruiz, промышленный сектор).

## Показатели деятельности
За 2017 финансовый год (совпадающий с календарным) корпорация получила чистую прибыль без малого $3 млрд при обороте $20,4 млрд.
Подразделения корпорации по состоянию на 2021 год:
- Electrical Americas — электротехническая продукция в странах Америки; 37 % выручки;
- Electrical Global — электротехническое оборудование в других регионах; 28 % выручки;
- Vehicle — комплектующие к легковым и грузовым автомобилям; 13 % выручки;
- Aerospace — топливные, гидравлические и пневматические системы для гражданской и военной авиации, а также промышленные фильтры; 13 % выручки;
- eMobility — комплектующие к электромобилям; 2 % выручки.

По регионам выручка распределилась следующим образом:
- США — 55 %
- Канада — 4 %
- Латинская Америка — 6 %
- Европа — 22 %
- Азиатско-Тихоокеанский регион — 13 %.

Суммарные активы составили $34,0 млрд, долговая нагрузка — $17,6 млрд (52 % от активов); кредитные рейтинги на начало 2018 года: A-/A-2 со стабильным прогнозом по версии S&P, Baa1/P-2 со стабильным прогнозом по версии Moody’s, BBB+/F2 с негативным прогнозом по версии Fitch.
На 28 мая 2018 года рыночная капитализация корпорации составила $34,2 млрд, на 5 ноября 2022 года $61,5 млрд.

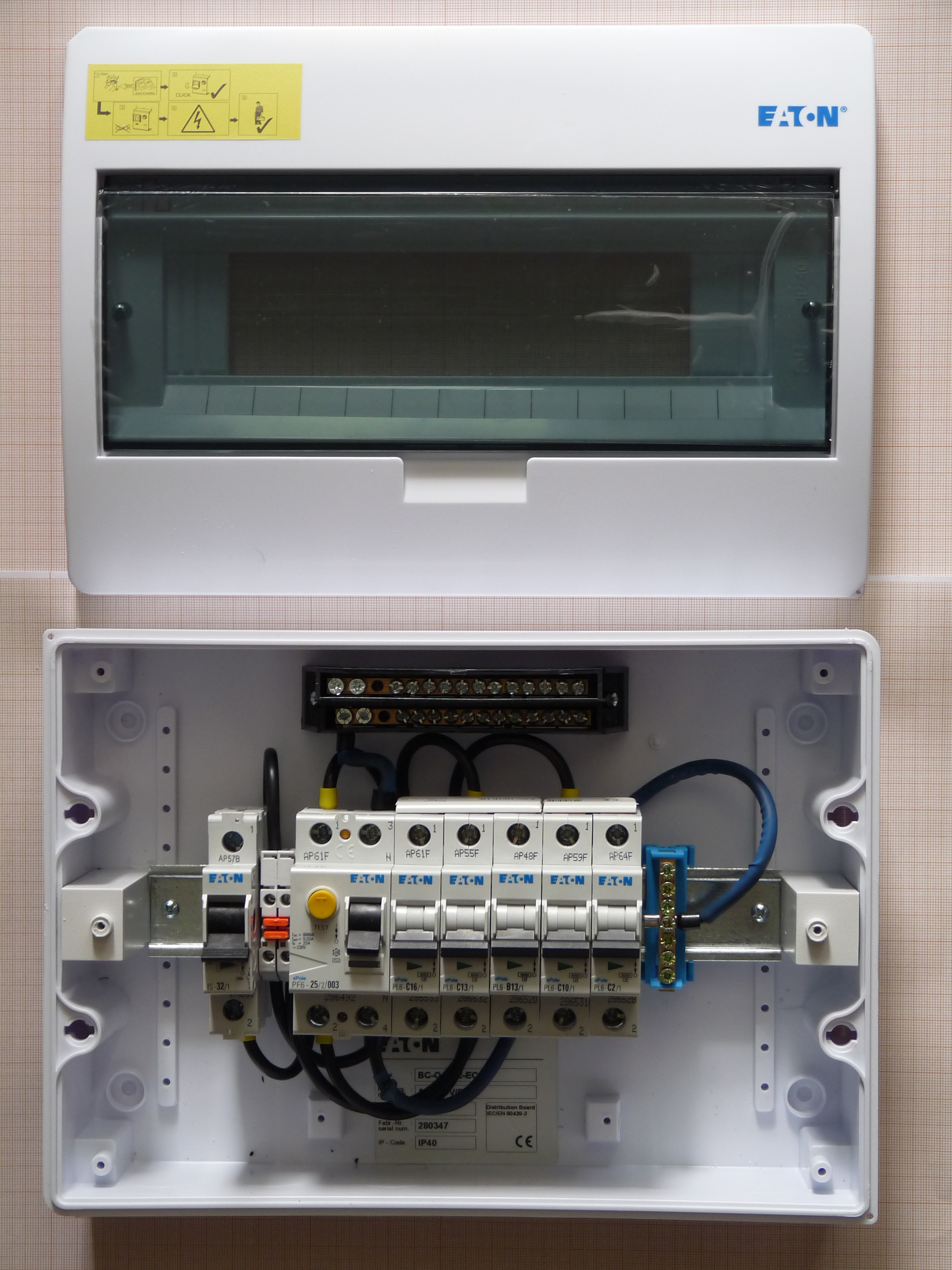
Распределительный щит Eaton с защитными включателями Eaton

|                     | 2010  | 2011  | 2012  | 2013  | 2014  | 2015  | 2016  | 2017  | 2018  | 2019  | 2020  | 2021  |
| ------------------- | ----- | ----- | ----- | ----- | ----- | ----- | ----- | ----- | ----- | ----- | ----- | ----- |
| Оборот              | 13,72 | 16,05 | 16,31 | 22,05 | 22,55 | 20,86 | 19,75 | 20,40 | 21,61 | 21,39 | 17,86 | 19,63 |
| Чистая прибыль      | 0,929 | 1,350 | 1,217 | 1,861 | 1,793 | 1,972 | 1,916 | 2,985 | 2,145 | 2,211 | 1,410 | 2,144 |
| Активы              | 17,25 | 17,87 | 35,81 | 35,49 | 33,53 | 31,06 | 30,48 | 32,62 | 31,09 | 32,81 | 31,82 | 34,03 |
| Собственный капитал | 7,362 | 7,469 | 15,11 | 16,79 | 15,79 | 15,25 | 14,95 | 17,25 | 16,11 | 16,08 | 14,97 | 16,45 |

## Электротехнический сектор
В рамках электротехнического сектора сосредоточены производства источников бесперебойного питания, силовых распределительных систем и щитов, силовых автоматических выключателей, устройств защитного выключения, плавного пуска, защиты от импульсных помех и ряд других видов электротехнических устройств. В этом же секторе выпускаются измерительные и инженерные системы, операторские панели со встроенными контроллерами, а также программное обеспечение для систем управления энергоснабжением предприятий. Часть торговых марок оборудования сохранены от поглощённых компаний: Powerware (источники бесперебойного питания), Cutler-Hummer, Moeller, Cooper, Holek, MEM, Santak, B-Line и ряд других.

## Промышленный сектор

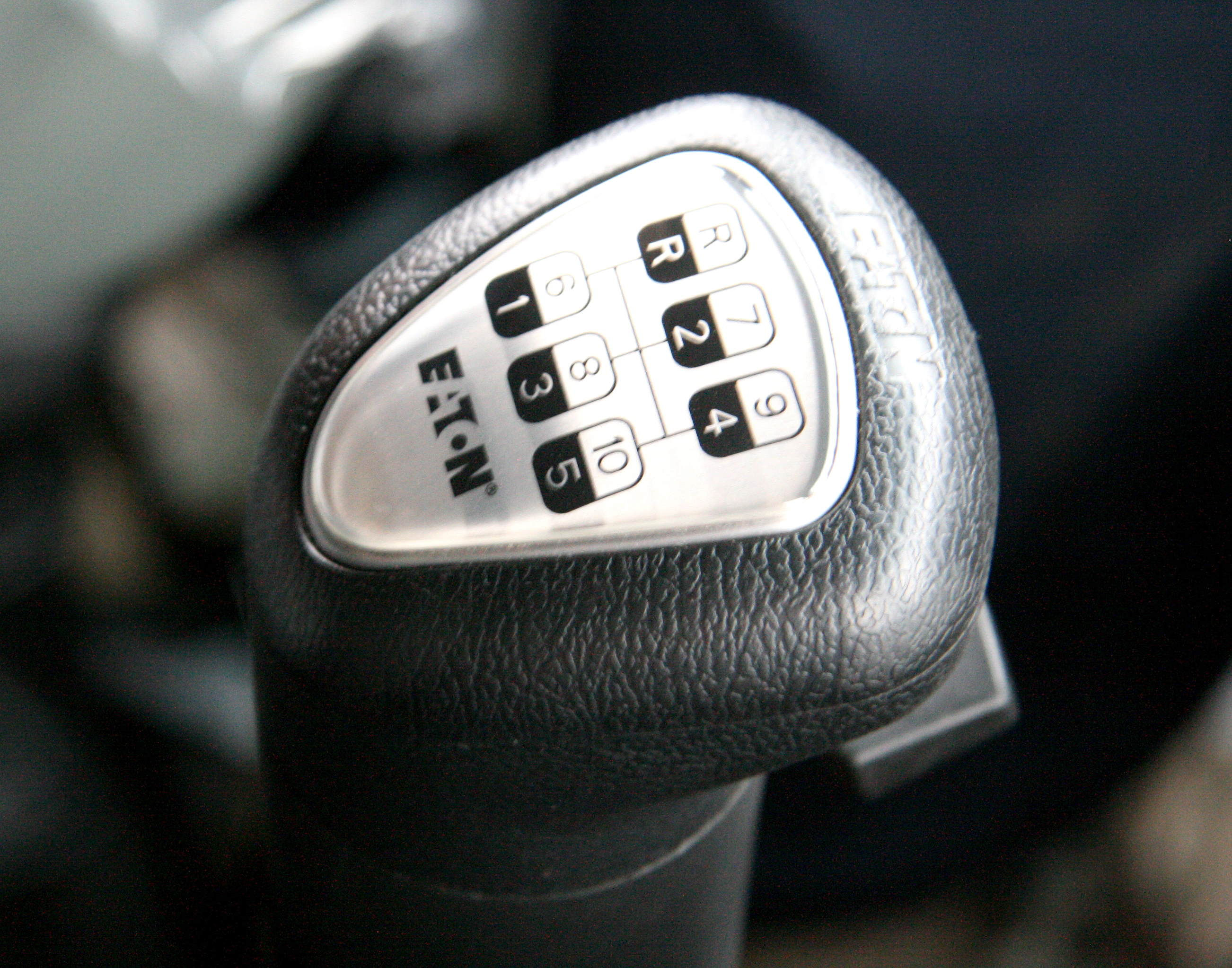
Ручная коробка передач для грузового автомобиля

Гидравлическое направление промышленного сектора выпускает продукцию марок Aeroquip, Airflex, Boston, Char-Lynn, Synflex, Vickers, Walterscheid, основные виды серийной продукции — гидроцилиндры, гидромоторы, гидронасосы, клапаны, гидрораспределители, рукава высокого давления, фитинги, муфты, тормоза, также производятся заказные гидросистемы. В августе 2021 года подразделение было продано датской компании Danfoss.
Исторически традиционное направление — производство автомобильных комплектующих и запчастей, среди продукции — коробки переключения передач и системы управления для них, механические компрессоры наддува, муфты сцепления для грузовых автомобилей, параллельные дизель-электрические силовые системы для гибридного транспорта, детали из пластмассы. Продукция выпускается в основном под собственной торговой маркой, из сохранённых исторических наименований — Detroit Locker, Detroit Truetrac и Fuller. Основные заказчики автокомплектующих — Kenworth, Peterbilt, Oshkosh, NI, Freightliner, Volvo VNL, Sterling Trucks (коробки переключения передач, дифференциалы), турбокомпрессоры Eaton используются во всех автомобилях концерна Volkswagen с моторами TSI и TFSI, механизмы блокировки дифференциалов применяются в более 100 марках машин.
В рамках направления авиационных компонентов под марками Aeroquip, Argo-Tech, Carter, Centurion, Vickers выпускаются электронные датчики и контрольно-измерительное оборудование, панели и органы управления для кабины пилотирования, топливные системы, системы наземной заправки, системы выпуска шасси, вспомогательные системы управления полётом, различные механизмы привода.